# Utricularia platensis
Utricularia platensis  es una especie de planta con flor media a grande perenne, semiacuática (suspendida) y planta carnívora, del  género Utricularia. 

## Distribución
U. platensis es endémica de Sudamérica.

## Taxonomía
Utricularia platensis fue descrita  por Carlos Luis Spegazzini  y publicado en Comunicaciones del Museo Nacional de Buenos Aires 1(3): 81. 1899.
Etimología
Utricularia: nombre genérico que deriva de la palabra latina utriculus, lo que significa "pequeña botella o frasco de cuero".
platensis: epíteto
Sinonimia
- U. inflata Chodat & Fabris[4]